# Dali’s Mustache
Dali’s Mustache (amerikanisches Englisch, sprich: dɑːlɪs 'mʌstæʃ, Dalis Schnurrbart) ist ein absurd-humoriges Buch des surrealistischen Künstlers Salvador Dalí (1904–1989) und seines Freundes, des Photographen Philippe Halsman (1906–1979), das in erster Auflage im Oktober 1954 in New York erschien. In den 1980er und 1990er Jahren folgten übersetzte und leicht abgeänderte französische Ausgaben.
Das Buch, in dessen Prolog Dalí in wenigen Sätzen die Entwicklungsgeschichte und Bedeutung seines Schnurrbarts umreißt, trägt den Untertitel A Photographic Interview. Auf jeweils einer Seite wird an den Künstler eine kurze Frage gestellt. Dalí antwortet auf der folgenden Seite, wobei Halsman dieser Antwort durch seine photographische Umsetzung – absurde, ironische oder selbstironische Schwarzweißporträts von Dalí mit verschiedenen Verwendungen seines ikonischen Oberlippenbarts – eine zusätzliche Bedeutung hinzufügt.

## Entstehungsgeschichte
Halsman lebte und arbeitete seit 1940 – und bis zu seinem Tod – in den USA. In New York traf er 1941 zum ersten Mal Dalí, der sich nach früheren Besuchen in den USA mit seiner Frau Gala dort von 1940 bis 1948 aufhielt und in dieser Zeit neben der Malerei auch literarisch tätig war. Ab den 1940er Jahren verband diese beiden Künstler eine lebenslange Freundschaft.
Die Idee zu dem Buch kam von Richard „Dick“ Simon, einem der Gründer von Simon & Schuster, als Halsman ihm Photographien von Dalí zeigte, die für das Life Magazine bestimmt waren. Simon hatte Halsman bereits fünf Jahre früher den Vorschlag zu dem Buch The Frenchman: A Photographic Interview with Fernandel über den französischen Schauspieler Fernandel gemacht, das sehr gute Verkaufszahlen erreicht hatte.
Halsman schlug Dalí das Projekt vor mit dem Hinweis, dass es zwar viele Bücher über Künstler gebe, dass es aber noch nie dagewesen sei – und dadurch eine ganz spezielle Hommage darstelle – ein ganzes Buch „einem Detail des Künstlers“ zu widmen. Dalí gefiel diese Idee und über Monate entwickelte sich eine Zusammenarbeit, zu der beide Künstler Ideen beitrugen und diese gemeinsam realisierten.
Die erste Auflage von Dali’s Mustache erschien im Oktober 1954 bei Simon & Schuster, New York, unter englischem Titel und in englischer Sprache. Es war Halsman, der das eigentümliche Französisch des Katalanen Dalí in der Einleitung übersetzt hatte. Die Rückseite des Buches trägt den Vermerk Warning! This book is preposterous.
Bei den nachfolgenden Ausgaben, die in den 1980er und 1990er Jahren in Frankreich erschienen, wurde der englische Titel beibehalten, die Fragen und Antworten wurden ins Französische übersetzt, die Dalí/Mona-Lisa-Photographie mit Münzen wurde durch das Original mit den 10.000-Dollar-Scheinen ersetzt, und die Warnung auf der Rückseite lautete nun Attention! Livre absurde. Zusätzlich wurde am Ende des Buches eine Note de l’éditeur angefügt, in der technische Details zu ausgewählten Photographien angegeben werden (D’intérêt seulement pour les photographes).

## Inhalt

### Widmungen
Beide Künstler widmeten das Buch ihren jeweiligen Ehefrauen (Dalí und Gala (Jelena Dmitrijewna Djakonowa) waren seit 1934 verheiratet, Halsman und Yvonne Moser seit 1936).

« À Gala qui est aussi l’ange gardien de ma moustache. »

„Für Gala, die auch der Schutzengel meines Schnurrbartes ist.“

« À Yvonne pour qui je me rase tous les jours. »

„Für Yvonne, für die ich mich jeden Tag rasiere.“

### Vorwort (Salvador Dalí)
Im ersten Teil des Vorwortes (Preface) erläutert Dalí kurz in Ich-Form seine Entwicklungsgeschichte vom Kind zum Erwachsenen bis zu seiner „ersten amerikanischen Kampagne“. Das Vorwort enthält eine Schwarzweißphotographie, in der Dalí ein Exemplar der Zeitschrift Time vom 14. Dezember 1936 vor sich hält mit der Behauptung, dass er damals mit dem „kleinsten Schnurrbart der Welt“ in Erscheinung getreten sei, der aber bald, ebenso wie die Macht seiner Vorstellung, nicht aufgehört habe zu wachsen.
Im zweiten Teil – der Schnurrbart wurde zu einem bedeutenden Teil des Künstlers – ändert Dalí die personale Erzählsituation und schreibt nun über Dalí in der dritten Person. Er erwähnt Dalila, die auch die Macht der Haare gekannt habe und macht Referenz zu „Laporte“, dem „Erfinder“ der Magie Naturelle („Magia naturalis“), für den menschliche Bärte sensible Antennen darstellten, mit denen man schöpferische Inspirationen erhalten könne. Über Platon und Leonardo da Vinci und ihre „glorreichsten Gesichtsbehaarungen“ führt Dalí ins 20. Jahrhundert, in dem sich schließlich „das sensationellste Haar-Phänomen“ – Der Oberlippenbart von Dalí! – ereignete, dem dieses Buch gewidmet ist.

### A Photographic Interview
Dali’s Mustache enthält 28 Schwarzweißphotographien, meist Porträts von Dalí mit verschiedenen Verwendungen seines ikonischen Oberlippenbarts.
Den Photographien vorangestellt – und ohne dass diese zu sehen sind – wird an Dalí eine kurze Frage zu seiner Person oder seinen Tätigkeiten gerichtet, die auf der folgenden Seite unter der Photographie beantwortet wird. Diese Antworten sind meist kurz, gelegentlich mehrdeutig kryptisch; einige erscheinen durchaus sinnvoll, andere sind völlig absurd, und in einem Fall antwortet Dalí gar nicht. Das Ergebnis von Halsmans photographischer Umsetzung fügt jeder Antwort eine zusätzliche Bedeutung hinzu.
Vier der Photographien sind Anspielungen auf Dalís Freude am finanziellen Erfolg – zwei davon offen mit amerikanischen Münzen oder Dollarnoten. Um 1942 hatte André Breton aus Dalís Vor- und Nachnamen das bissige Anagramm „Avida Dollars“ (deutsch: „hungrig auf Dollars“) geschaffen. Dalí machte aus seinem „Geldhunger“ keinen Hehl, sondern zeigte selbstironischen Humor, indem er für eine Photographie seinen Schnurrbart lächelnd in die S-Form des Dollarzeichens brachte.
Eine andere Photographie zeigt die Mona Lisa mit Dalís Gesicht, Bart und je einen echten 10.000-Dollar-Schein in seinen kräftigen Händen haltend. Dies ist einerseits eine neue Interpretation/Verfremdung des bekannten Ready-mades L.H.O.O.Q. des französisch-amerikanischen Malers und Objektkünstlers Marcel Duchamp aus der Zeit des Dadaismus, das das weltberühmte Gemälde der Mona Lisa mit Schnurrbart und Spitzbart zeigt. Andererseits setzt sich Dali – unverwechselbar durch sein Markenzeichen, den Schnurrbart, sowie weitere Attribute – persönlich und als neue Ikone an die Stelle der „Kunstikone La Gioconda“.

### Nachwort (Philippe Halsman)
Neben der Entstehungsgeschichte des Buches geht Halsman im Nachwort (Postface) anekdotisch auf die Schwierigkeiten ein, die sich bei einigen Aufnahmen ergaben:
- Photographie Nr. 15: Inspiriert von Dalís Gemälde Die Beständigkeit der Erinnerung zeigt diese Aufnahme Dalís Gesicht auf der herabfließenden Taschenuhr. Es war die arbeitstechnisch anspruchsvollste Photographie der Serie und erforderte mehr als hundert Arbeitsstunden. Später wurde die Aufnahme für die Photographie eines Gemäldes gehalten – was sie nicht ist.
- Photographie Nr. 18: Eine Fliege und Honig auf Dalís Schnurrbart[19] war ein im Zeitrahmen unüberwindliches Problem: Wo findet man im kalten Winter von New York eine Fliege?[20]
- Photographie Nr. 21 Dalí, der mit einem Auge durch ein Loch im Käse blickt, wobei seine Bartspitzen durch zwei weitere Löcher in der Käsescheibe hervorstechen. Die Gruyère-Käsescheibe war fettig, hatte zu kleine Löcher, Assistenten mussten die Bartspitzen Dalís halten und der Künstler verlor einige Barthaare während dieses Vorgangs.

Halsman erwähnt auch, dass mehr Photographien aufgenommen wurden als im Buch Verwendung fanden. Selbst seine Kinder wurden – nach seinen Angaben – von der „Mustachomania“ erfasst und machten eigene Vorschläge.
Abschließend gibt Halsman (in der französischen Ausgabe) sein Gespräch mit einer jungen Schauspielerin wieder, die ihm Fragen zu Dalí, zum Surrealismus und zur Bedeutung des Schnurrbarts in der ihr vorliegenden englischen Ausgabe stellt. Halsman erklärte ihr, dass Dalís Oberlippenbart ein Symbol sei und die „Message“ verbreite, das jeder in seiner Weise von sich glauben solle, verschieden, einzigartig und unersetzbar zu sein – worauf die junge Frau ausgerufen habe: „Ein Schnurrbart mit einer Message! Wie kann man nur so absurd sein?“ Halsman habe ihr darauf geantwortet: „Glauben Sie das wirklich, oder versuchen Sie nur, mir zu schmeicheln?“

### Notizen des Herausgebers
Die Notizen des Herausgebers in der französischen Edition beziehen sich im Detail auf die technische Realisierung einiger ausgewählter Photographien („Comment furent faites certaines des photographies. D’interêt seulement pour les photographes“).

## Rezeption
Halsmans Photographien und Dali’s Mustache wurden in vielen Journalen und Büchern kommentiert. Im Katalog der Staatsgalerie Stuttgart wird festgestellt: „Es enthält einige der besten Photographien Dalís, Aufnahmen, die nach seinen eigenen Anweisungen entstanden.“
Photographisch orientierte Zeitschriften beurteilen es als „einen großartigen Klassiker“ und als „ein herrlich raffiniertes Fotoalbum … und Sammlerstück“. Ein Exemplar der Originalausgabe, das Zeichnungen und eine Widmung von Dalí für Robert Schwartz enthält, einen US-Einwanderungsbeamten, der sich um V.I.P.s kümmerte, wurde 2012 für 6875 US-Dollar versteigert.
Der Schriftsteller Michael Elsohn Ross nennt es „ein wildes, verrücktes kleines Buch“ und möchte durch dessen Darstellungen Studenten und Jugendliche anregen, mit den eigenen Haaren künstlerisch umzugehen (hair art).
Der Ethologe, Publizist und dem Surrealismus zugeneigte Künstler Desmond Morris geht in seinem Buch The Naked Man: A Study of the Male Body (2008) auf Dalís Schnurrbart ein und vermutet, dass das Buch Dali’s Mustache das einzige Buch sei, dass je ausschließlich über die Gesichtsbehaarung einer einzelnen Person veröffentlicht wurde.
Das Salvador Dalí Museum in Saint Petersburg, Florida, hatte 1991/1992 eine Ausstellung mit Halsmans Photographien aus Dali’s Mustache.

## Hintergrundinformationen

### Vom „kleinsten Schnurrbart der Welt“ zum „Markenzeichen“

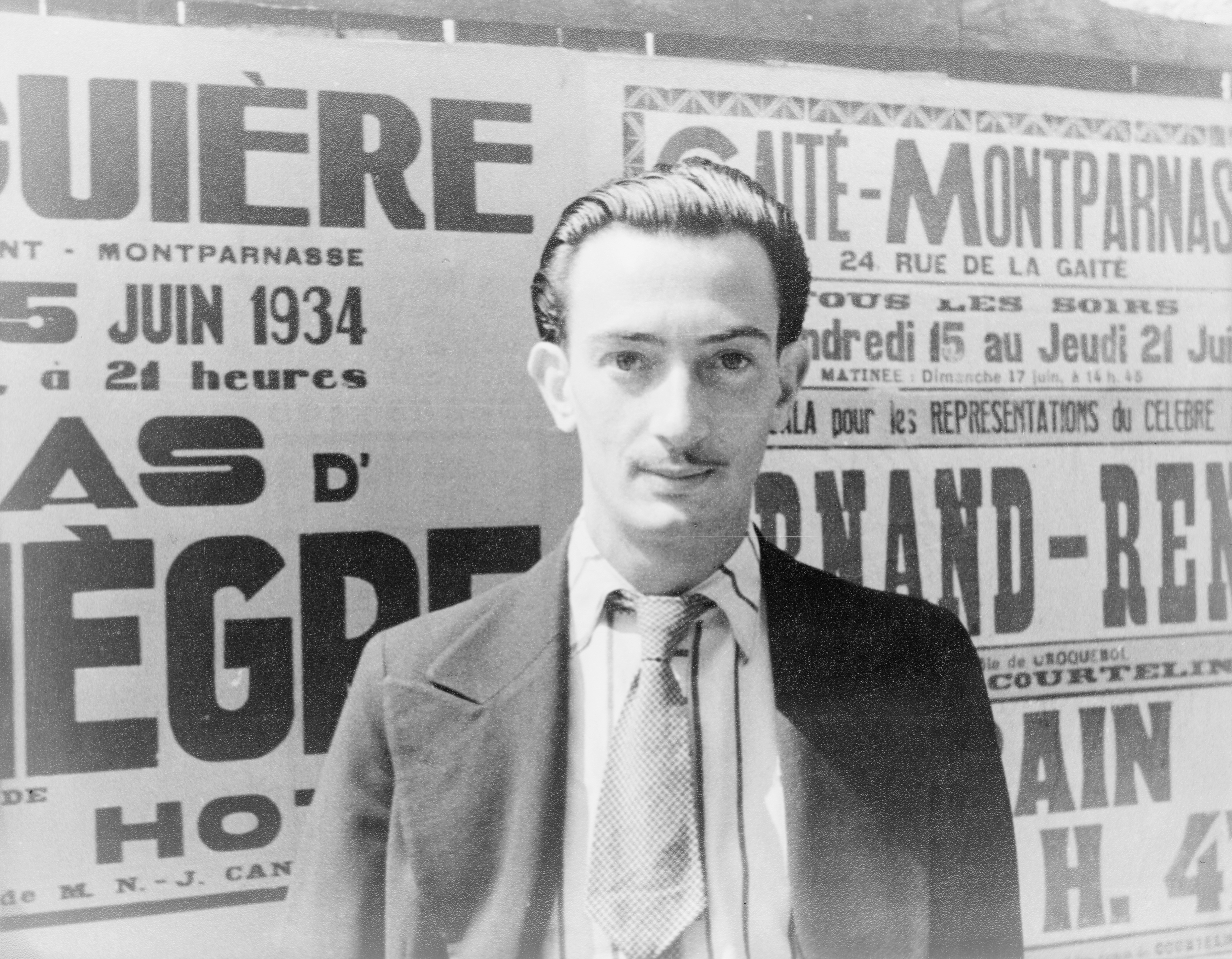
Salvador Dalí (1934) mit dem „kleinsten Schnurrbart der Welt“

Mitte der 1920er Jahre war Salvador Dalí bartlos. Ende der 1920er oder Anfang der 1930er Jahre ließ er sich ein damals sehr populäres Menjou-Bärtchen stehen – er bezeichnete ihn selber als den „kleinsten Schnurrbart der Welt“ – der auch 1933, ein Jahr vor der Heirat mit Gala, auf einer Photographie dokumentiert ist. Dalí behielt diese Art des Schnurrbarts bis Ende der 1930er Jahre bei.

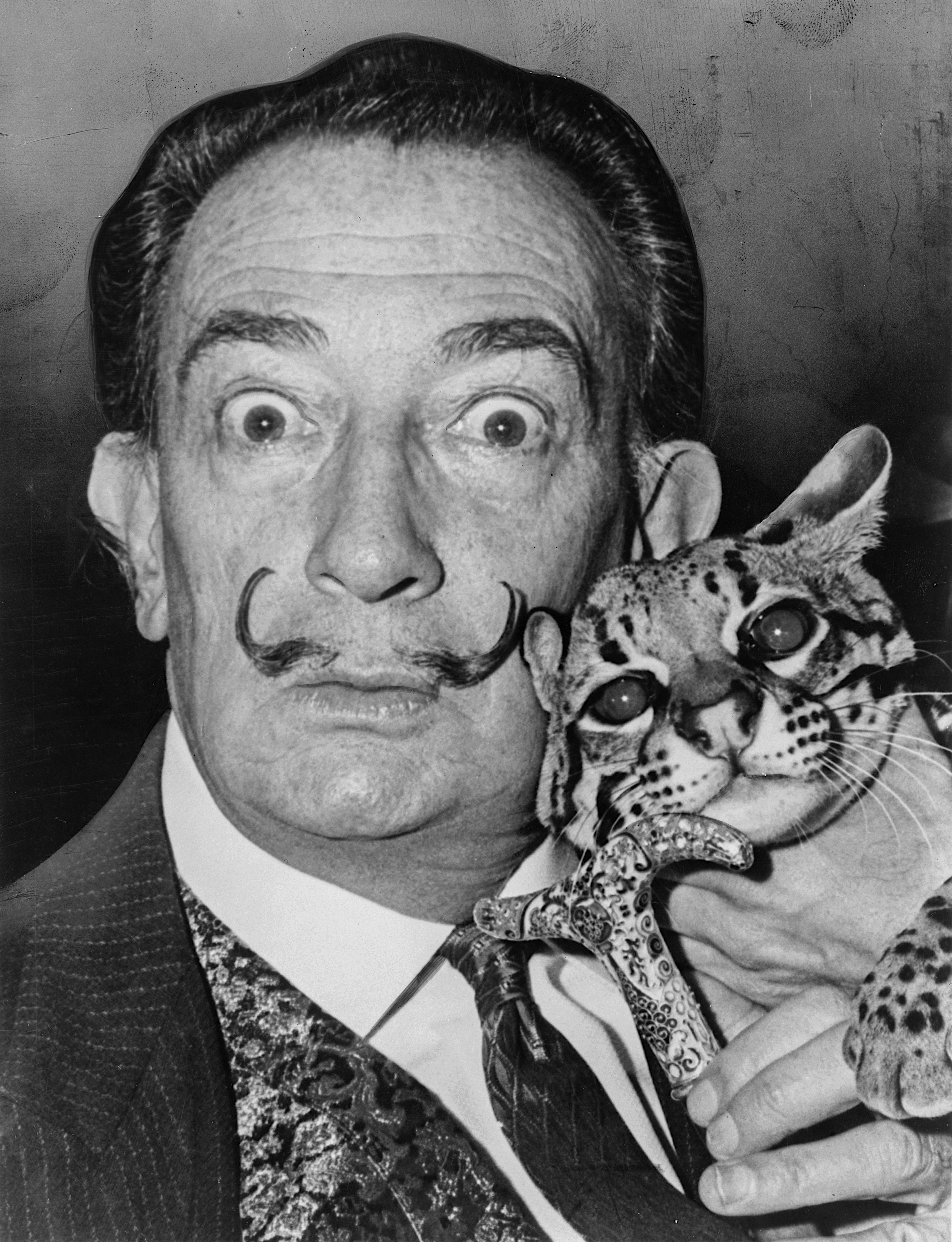
Salvador Dalí mit seinem zahmen Ozelot Babou (1965)

Die Arbeiten mehrerer Photographen – Philippe Halsman (1942), Irving Penn (1947), Alfredo Valente (ca. 1950) und erneut Halsman (1954) – zeigen, dass Dalí in den Vereinigten Staaten damit begann, seinen Bart immer länger wachsen zu lassen, bis er schließlich in den 1950er Jahren – Dali’s Mustache erschien 1954 – wie Fühler oder Antennen abstand und er – von Bartspitze zu Bartspitze – eine Gesamtlänge von 25 Zentimetern erreicht hatte.
Der Haarstylist und Künstler Lluís Llongueras Batlle, ein langjähriger Freund von Dalí, der mit dem Surrealisten 1976 an dessen Werk The Face of Mae West zusammengearbeitet und dabei die 4,40 Meter mal 3,46 Meter große Perücke geschaffen hatte, berichtet in seinem an Anekdoten reichen Buch Todo Dalí (2003), dass er nicht nur Toupets und Haarteile, sondern auch falsche Schnurrbärte für Dalí hergestellt habe.
Exzentrische, extrovertierte Auftritte waren typisch für Dalí und sein markanter Oberlippenbart wurde sein „Gimmick“, seine „Partikularität“ und sein inoffizielles Markenzeichen mit hohem Wiedererkennungswert. In den 1950ern wurde sein Schnurrbart zu einem ikonischen Bestandteil und „die Transformation von Dalí in seine öffentliche Erscheinung [sein Image] war nahezu komplett“.
Im Rahmen der Fundraising-Kampagne von Movember führte MSN HIM 2010 eine Umfrage nach dem „berühmtesten Schnurrbart aller Zeiten“ (best-known mustache of all time) durch. Von 14.144 abgegebenen Stimmen entfielen 24 % (1. Platz) auf den Oberlippenbart von Dalí.
In der Literatur finden sich bei Versuchen, Dalí und seinen Bart deuten und beschreiben zu wollen, Superlative, bemerkenswerte Umschreibungen und ungewöhnliche Interpretationen: Der Bart sei ein bedeutendes Teilstück seiner [Dalís] Uniform als exzentrischer Künstler, ein kurioses Markenzeichen, Dalís am leichtesten erkennbares Merkmal, ein übertriebenes […] Erscheinungsmerkmal seiner nach-1940-Identität, eine Pop-Ikone mit phallischen Obertönen, ein der Schwerkraft trotzendes, mächtig gewichstes Kunstwerk. Gertrude Stein, die Dalí persönlich kannte und verehrte, hielt den Bart „zweifelsfrei für sarazenisch“ und war der Meinung, „Dalí habe den schönsten Schnurrbart aller Europäer“.
Mit zunehmendem Alter wurde der Bart wieder etwas kürzer. Eine der letzten Photographien des Künstlers – aufgenommen von Helmut Newton in Dalís Anwesen 1986, drei Jahre nachdem der Maler sein letztes Gemälde vorgestellt hatte – zeigt den 82-Jährigen mit ergrautem, herabhängenden Bart.

### Inspirationen zum Bart
Beide, Salvador Dalí und Luis Buñuel, Freunde seit Studienzeiten, verehrten den Schauspieler Adolphe Menjou und Buñuel hatte dessen Schnurrbart 1928 einen Artikel in La Gaceta Literaria mit dem Titel Variations on Menjou’s Mustache gewidmet. Dalí – „Le surréalisme, c’est moi.“ – bezog Menjous Oberlippenbart mit der Aussage „La moustache d’Adolphe Menjou est surréaliste.“ in seine Sicht des Surrealismus ein. In dieser Zeit machte der junge Surrealist und Nichtraucher auch in Gesellschaft auf sich aufmerksam, indem er ein Zigarettenetui, das mehrere kleine, falsche Menjou-Bärtchen enthielt, aus der Tasche zog und sie mit den Worten „Schnurrbart? Einen Schnurrbart?“ anderen Personen anbot.

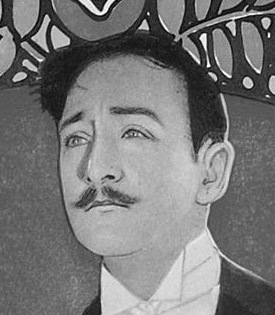
Adolphe Menjou (1923)
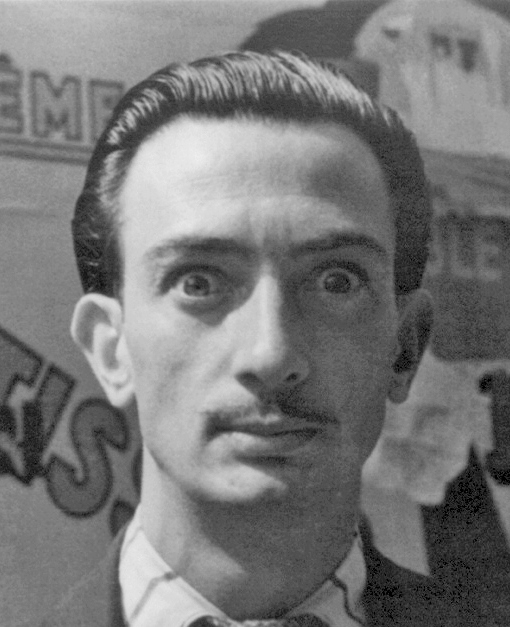
Salvador Dalí (1934)
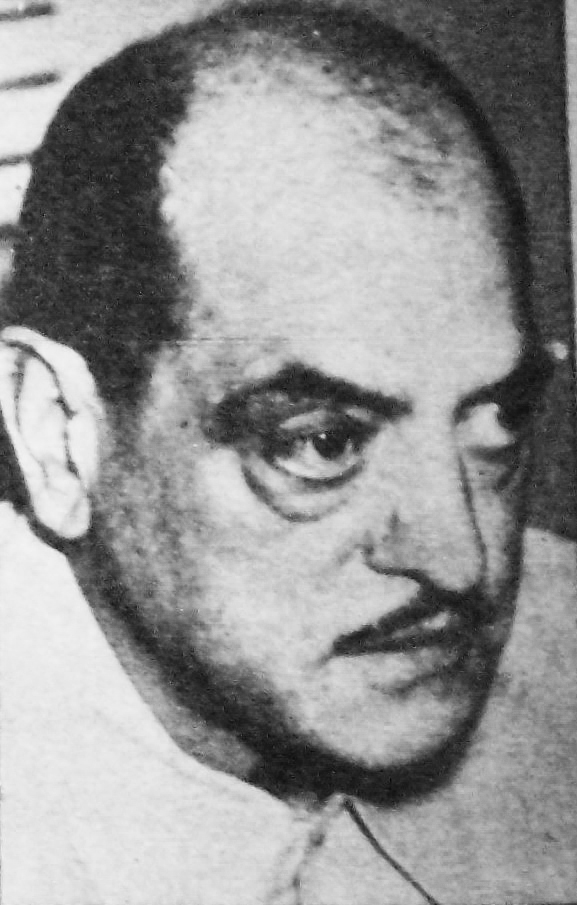
Luis Buñuel (1968)
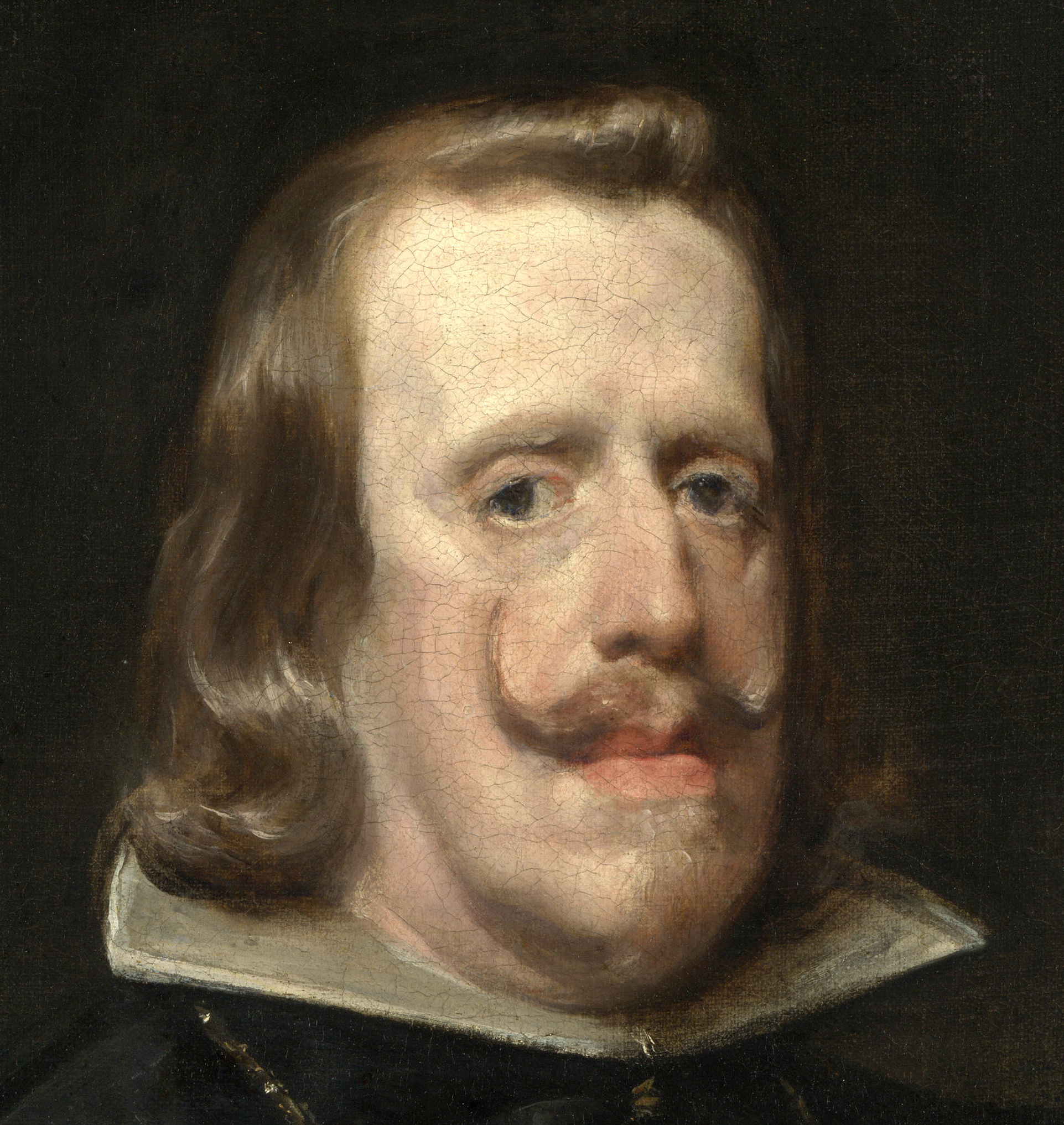
Philipp IV. (1605–1665)
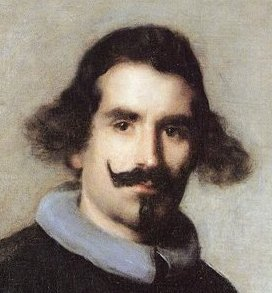
Diego Velázquez (1599–1660)
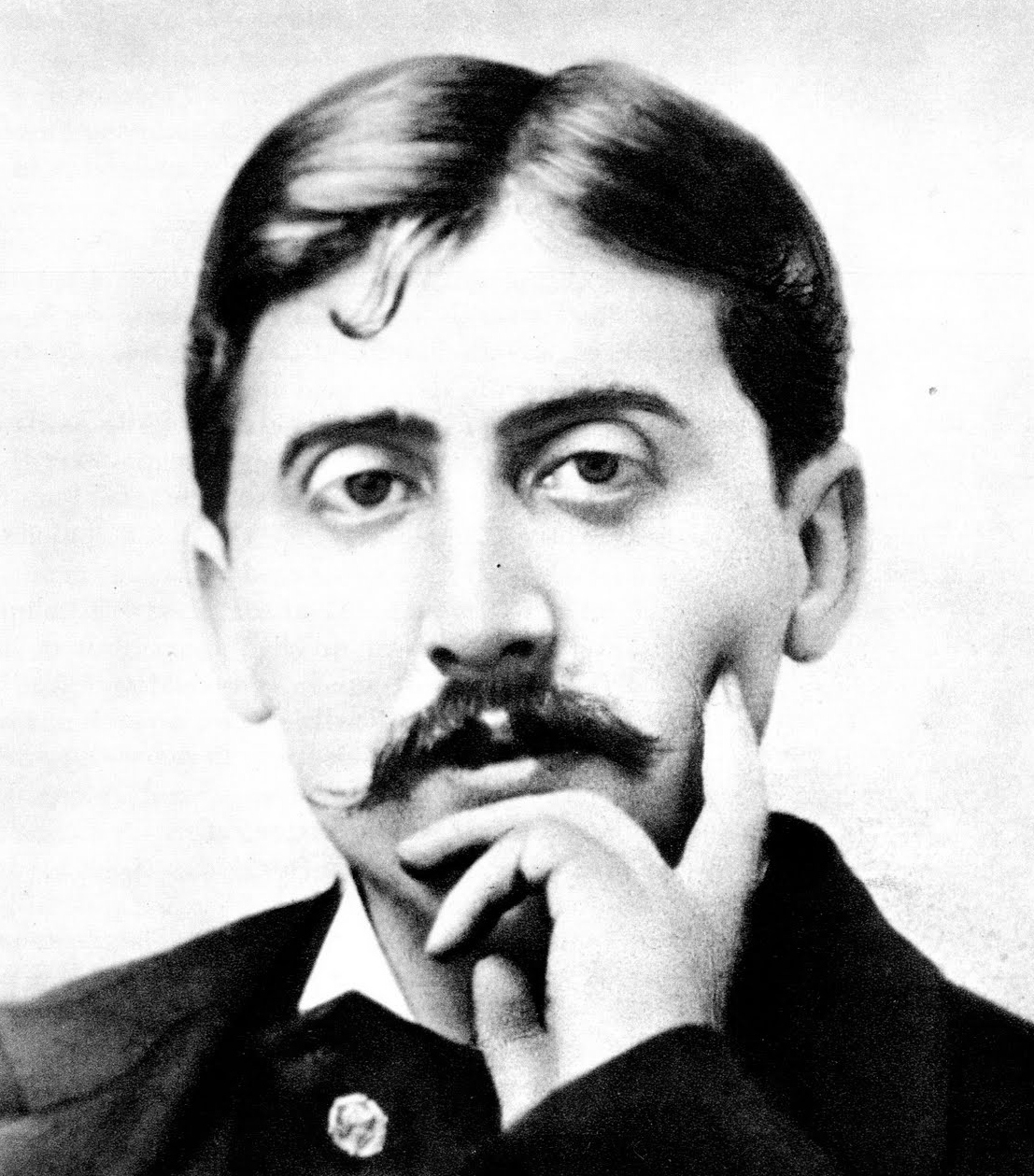
Marcel Proust (1871–1922)

Wer oder was Dalí dazu inspirierte, seinen Bart in der später für ihn typischen Weise zu tragen, ist umstritten. In diesem Zusammenhang wird auf zwei andere bedeutende Spanier hingewiesen: Diego Velázquez, den Dalí verehrte, indem er dessen Gemälde in eigener Weise interpretierte, und Philipp IV. von Spanien, genannt Philipp der Große (Felipe el Grande) oder König der Welt (El Rey Planeta), der Gedichte verfasst und sich selber als Maler versucht hatte, während seiner Herrschaft ein Förderer von Kunst und Dichtung gewesen war und Velázquez als Hofkünstler an den spanischen Königshof geholt hatte. Salvador Felipe Jacinto Dalí i Domènech hatte denselben Vornamen und in Dalís Haus befindet sich noch heute – zwischen zwei von Dalí entworfenen Wandleuchtern – eine Photographie eines Velázquez-Gemäldes von Philipp IV.
Dalí selber brachte Marcel Proust in die Diskussion, den er bereits als Jugendlicher gelesen hatte und dessen Schreibstil – lange Sätze, Metaphern – er selber praktizierte. Doch Dalí verglich nur: „Er [der Schnurrbart] ist der seriöseste Teil meiner Persönlichkeit. Es ist ein sehr einfacher ungarischer Schnurrbart. Mr. Marcel Proust verwendete dieselbe Pomade für seinen Schnurrbart.“

### Dalís Oberlippenbart in Eigenpromotion, Werbung und Literatur
Der hohe Wiedererkennungswert von Dalís Oberlippenbart hat zu vielfachen, meist kommerziellen Verwendungen geführt.
In den 1960er Jahren war die Sängerin Françoise Hardy sehr bekannt und andere Berühmtheiten waren bestrebt, ihr nahe zu sein oder sich mit ihr zu zeigen. Jean-Marie Périer, ein bekannter Photograph der Musikszene dieser Zeit, machte im Oktober 1968 in Spanien auf Dalís Anwesen eine ganze Aufnahmenserie von Hardy und Dalí, bei denen der Künstler unter anderem die Sängerin sich selber anglich, indem er ihr mit ihren eigenen Haaren einen Dalí-Schnurrbart gestaltete.
Für die gesammelten Schriften des literarischen Werks von Dalí wählte der Verlag Rogner & Bernhard 1974 als Titelseite eine Schwarz-Weiß-Aufnahme des Künstlers im Profil, bei der nur die Partie von Kinn bis Nase gezeigt wird, mit Dalís markantem Schnurrbart in der Mitte.
Das Salvador Dalí Museum in Saint Petersburg verwendet eine stilisierte Version von Dalís ikonischem Schnurrbart auf seiner Website und als das Museum in neue Gebäude zog, wurde 2010 eine Werbekampagne gestartet, bei der ein riesiger, dreidimensionaler Dalí-Bart auf einem Billboard zu sehen war. Dieser lackierte Kunststoffbart, der eine Länge von 40 Fuß (etwa 12 Meter) und eine Höhe von 14 Fuß (etwa 4,2 Meter) hat, steht seit 2011 neben dem Museum und ist zu einer Touristenattraktion geworden.
Als Werbekampagne für die italienische Civita Art School entwarf eine Werbeagentur in Rom unter dem Motto Artists born here unter anderem ein „Baby Dalí“, das allein durch seinen Schnurrbart als der Künstler wiederzuerkennen ist.
In der fantastischen Novelle La Moustache de Dali von Kenan Görgün macht sich der Künstler Dalí über seinen Tod hinaus Gedanken zu seiner Kunst und seinem Schnurrbart.

## Kommentare und Einzelnachweise
1. ↑  Philippe Halsman: The Frenchman: A Photographic Interview with Fernandel. Simon & Schuster, New York 1949 (englisch).
2. ↑  Halsman erwähnt in der Entstehungsgeschichte zu Dali’s Mustache, dass er immer noch ein Cabrio fahre, das er dem finanziellen Erfolg des Buches verdanke und das er liebevoll „Fernandel“ nenne.
3. 1 2  Freie Übersetzung: Vorsicht! Dieses Buch ist absurd.
4. 1 2  Freie Übersetzung.
5. ↑  Vorwort der englischen Ausgabe (Memento des Originals vom 27. November 2015 im Internet Archive)  Info: Der Archivlink wurde automatisch eingesetzt und noch nicht geprüft. Bitte prüfe Original- und Archivlink gemäß Anleitung und entferne dann diesen Hinweis..
6. ↑  Titelseite der Time vom 14. Dezember 1936 (Memento des Originals vom 8. Februar 2016 im Internet Archive)  Info: Der Archivlink wurde automatisch eingesetzt und noch nicht geprüft. Bitte prüfe Original- und Archivlink gemäß Anleitung und entferne dann diesen Hinweis..
7. ↑  Dalí und Gala waren eine Woche vorher, am 7. Dezember 1936, anlässlich einer Ausstellung in der Julien Levy Gallery – 10. Dezember 1936 bis 9. Januar 1937 – in New York City angekommen.
8. ↑  Freie Übersetzung; im Original: „J’apparaissais alors portant la plus petite moustache du monde.“
9. ↑  Im Original: „le plus glorieux poils faciaux“.
10. ↑  Im Original: „le phénomène poilu le plus le plus sensationnel“.
11. ↑  Freie Übersetzung; im Original: „J’ai le pressentiment d’avoir découvert votre secret, Salvador. Ne serriez-vous pas fou?“
12. ↑  Im Original: „Je suis certainement plus sensé que la personne qui a acheté ce livre.“
13. ↑  Im Original von 1954 war es wegen der US-Gesetzgebung nicht erlaubt, Geldscheine photographisch abzubilden. In den französischen Ausgaben wurde deshalb diese Aufnahme – Dalí als Mona Lisa – durch das Original mit Dollarnoten ersetzt.
14. ↑  Eric Shanes: Dalí. Parkstone International, New York 2011, ISBN 978-1-78042-659-4, S. 70 (online).
15. ↑  Nachdem die Photographie fertiggestellt und Dalí schon nicht mehr in den Vereinigten Staaten war, erfuhr Halsman, dass es aus Gründen der Vermeidung von Banknotenfälschung in den USA in den 1950er Jahren nicht erlaubt war, Banknoten photographisch darzustellen. Für die amerikanische Erstauflage improvisierte Halsman, indem er seine eigenen Hände Goldmünzen haltend photographierte und in das Bild einbaute. Es gibt also heute zwei Versionen des Mona-Lisa-Photos.
16. ↑  Gianluca Spinato: Mona Lisa as a Modern Icon. www.academia.edu, abgerufen am 24. November 2015.
17. ↑  La Joconde et cette histoire de moustaches. Aphorismes&co, 18. November 2011, abgerufen am 24. November 2015.
18. ↑  Die Beschreibungen der Photographien, die Kommentare und „Mustachomania“ stammen direkt aus dem Nachwort Halsmans und werden nicht einzeln belegt.
19. ↑  Dalí wollte unbedingt eine Aufnahme mit einer Fliege (mouche) auf seinem Schnurrbart (moustache).
20. ↑  Die Beschreibung der Problemlösung umfasst eine ganze Seite des Nachwortes und erwähnt den Einsatz von Yvonne Halsman, die nach einem kreativen – aber fehlgeschlagenen – Ansatz in Tränen aufgelöst war. Die Arbeit daran wurde auf das nächste Frühjahr verschoben und die Aufnahme in Abwesenheit von Dalí gemacht, der zu diesem Zeitpunkt bereits wieder nach Europa zurückgekehrt war.
21. ↑  Freie Übersetzung: „Wie einige Photographien bewerkstelligt wurden. Nur für Photographen von Interesse.“
22. ↑  Dalí i Halsman, Bibliografia llibres i catàlegs (Bibliographie auf Katalanisch rechts unten bei „Versió en català“ (PDF; 187,74 kB).)
23. ↑  Karin von Maur, Marc Lacroix, Rafael Santos Torroella, Lutz W. Löpsinger (Einführung und Katalog): Salvador Dali (1904–1989). Staatsgalerie Stuttgart. Verlag Gerd Hatje, Stuttgart 1989, ISBN 978-3-7757-0275-1, S. 496.
24. ↑  British Journal of Photography, Band 141, Ausgabe 6972, April 1994 (online): a great classic.
25. ↑  Sean Callahan (Hrsg.): American Photographer. Band 15, 1985, S. 94 (online): a delightfully clever photographic album … and collectors item.
26. ↑  Eintrag zum versteigerten Exemplar beim Aktionshaus Bonhams.
27. ↑  Michael Elsohn Ross: Salvador Dalí and the Surrealists: Their Lives and Ideas. 21 Activities. Chicago Review Press, Chicago (Ill.) 2003, ISBN 978-1-55652-479-0, S. 113 (online): a wild and crazy little book.
28. 1 2  Desmond Morris: The Naked Man: A study of the male body. Random House, 2012, ISBN 978-1-4090-7572-1, S. 137 f. (online).
29. ↑  Tampa Bay Magazine, November/Dezember 1991, ISSN 1070-3845, S. 9 (online).
30. ↑  Vita von Salvador Dalí i Domènech. Fondation Gala-Salvador Dalí, abgerufen am 28. Juni 2016.
31. 1 2 3  Capitaine Peter Moore, Catherine Moore: Flagrant Dali. Grasset, Paris 2009, ISBN 978-2-246-73249-5, S. 47 (online).
32. 1 2  Dalí über Dalí im Vorwort zu Dali’s Mustache.
33. ↑  Photographie: Gala und Dalí (1933).
34. ↑  Philippe Halsman: Salvador Dalí in New York (1942). (Memento vom 24. November 2015 im Internet Archive)
35. ↑  Irving Penn: Salvador Dali (1947).
36. ↑  Alfredo Valente: Salvador Dali (ca. 1950).
37. ↑  Philippe Halsman: Salvador Dalí (etwa 1954) (Memento des Originals vom 4. März 2016 im Internet Archive)  Info: Der Archivlink wurde automatisch eingesetzt und noch nicht geprüft. Bitte prüfe Original- und Archivlink gemäß Anleitung und entferne dann diesen Hinweis..
38. 1 2  Torsten Otte: Salvador Dalí. Eine Biographie mit Selbstzeugnissen des Künstlers. Königshausen & Neumann, Würzburg 2006, ISBN 978-3-8260-3306-3, S. 104 (online).
39. 1 2  Video: Salvador Dalí Reveals the Secrets of His Trademark Moustache in der US-Fernsehshow The Name’s the Same (1954).
40. ↑  Presentation of the new wig in the Mae West Room. Gala – Salvador Dali Foundation vom 11. Januar 2000, abgerufen am 13. Juni 2016.
41. ↑  Lluís Llongueras cuenta en un libro su larga amistad con Dalí y cómo logró que el pintor se pusiera rulos. (Memento vom 22. Mai 2015 im Internet Archive) In: La Voz De Galicia. 14. April 2003, abgerufen am 13. Juni 2016.
42. ↑  Jordi Jové: Monográfico Salvador Dalí. Universitat de Lleida, Lleida 2005, ISBN 978-84-8409-547-7, S. 73 (online).
43. 1 2  Bernard Pivot: Les Mots de ma vie. Albin Michel, Paris 2011, ISBN 978-2-226-22927-4, S. 43 (online).
44. ↑  Partikularität im Sinne von „diskrimininatives Charakteristikum“.
45. ↑  Salvador Dalí: The Late Work. High Museum of Art, Atlanta 2010, ISBN 978-0-300-16828-0, S. 120, 126 und 130 (online).
46. ↑  Movember poll finds Salvador Dali had most famous moustache. The Telegraph vom 3. November 2010, abgerufen am 21. November 2015.
47. ↑  Michael Elsohn Ross: Salvador Dalí and the Surrealists: Their Lives and Ideas. 21 Activities. Chicago Review Press, Chicago 2003, ISBN 978-1-55652-479-0, S. 113 (online): a major part of his uniform as an eccentric artist.
48. ↑  Jay Robert Nash: Zanies. The World’s Greatest Eccentrics. M. Evans, Lanham (Maryland) 1982, ISBN 978-1-59077-522-6, S. 102 (online): strange hallmark.
49. 1 2  Roger Rothman: Tiny Surrealism: Salvador Dalí and the Aesthetics of the Small. University of Nebraska Press, Lincoln/London 2012, ISBN 0-8032-3649-2, S. 182 (online): Dalis most recognizable trait, exaggerated […] feature of his post-1940 identity.
50. ↑  New York Magazine, 11. Juli 1994, ISSN 0028-7369, S. 44 (online).
51. ↑  Fleur Cowles: The Case of Salvador Dali. Little, Brown, 1960, S. 296 (online): phallic overtones.
52. ↑  New York Magazine, 22. November 1993, ISSN 0028-7369, S. 76 (online): gravity-defying.
53. ↑  Michael Elsohn Ross: Salvador Dalí and the Surrealists: Their Lives and Ideas. 21 Activities. Chicago Review Press, Chicago 2003, ISBN 978-1-55652-479-0, S. 113 (online): heavily waxed and flexible work of art.
54. ↑  Mary Ann Caws: Salvador Dalí. Reaktion Books, London 2009, ISBN 978-1-86189-627-8, S. 63 (online).
55. ↑  Gertrude Stein: Everybody’s Autobiography. Vintage Books, New York 1973, ISBN 978-0-307-82977-1 (online).
56. ↑  Helmut Newton: Salvador Dalí (1986).
57. ↑  Rob White, Edward Buscombe: British Film Institute Film Classics. Band 1, Taylor & Francis, London/New York 2003, ISBN 978-1-57958-328-6, S. 120 (online).
58. ↑  Luis Buñuel, Garrett White: An Unspeakable Betrayal: Selected Writings of Luis Buñuel. University of California Press, Berkeley/Los Angeles/New York 2002, ISBN 978-0-520-23423-9, S. 112 (online).
59. ↑  Román Gubern, Paul Hammond: Luis Buñuel. The Red Years, 1929–1939. University of Wisconsin Press, Madison (Wisconsin) 2012, ISBN 978-0-299-28473-2, S. 74 (online).
60. ↑  Jean-François Guédon, Hélène Sorez: Citations de culture générale expliquées. Eyrolles, Paris 2011, ISBN 978-2-212-86258-4, S. 140 (online).
61. ↑  Michel Nuridsany: Dalí. Flammarion, Paris 2004, ISBN 978-2-08-068222-2, S. 177 (online).
62. ↑  Robert Descharnes: Salvador Dali: The Work, the Man. H.N. Abrams, New York 1984, ISBN 978-0-8109-0825-3, S. 291 (online).
63. ↑  Jonathan Jones: Of misfits and kings. The Guardian, 21. Januar 2006, abgerufen am 17. September 2009.
64. ↑  Clifford Thurlow, Carlos Lozano: Sex, Surrealism, Dali and Me: The Memoirs of Carlos Lozano. Maximilian Thurlow, 2000, ISBN 978-0-9538205-0-4, S. 65 (online).
65. ↑  Henri-François Rey: Dali dans son labyrinthe. Grasset, Paris 1974, ISBN 978-2-246-80005-7, S. 15 (online).
66. ↑  Antonio Pitxot, Montserrat Aguer: Salvador Dalí House-Museum: Portlligat-Cadaqués. Triangle Postals, Menorca 2008, ISBN 978-84-8478-361-9 (online).
67. ↑  Salvador Dalí, Jack J. Spector: La vie secrète de Salvador Dali: suis-je un génie? Édition critique des manuscrits originaux de La vie secrète de Salvador Dalí. L’age d’homme, Lausanne 2006, ISBN 978-2-8251-3643-0, S. 188 (online).
68. ↑  Magazine littéraire, 2004 (online).
69. ↑  Im Original: „It’s the most serious part of my personality. It’s a very simple Hungarian moustache. Mr. Marcel Proust used the same kind of pomade for this moustache.“
70. ↑  Philip Sweeney: Arts: Don’t talk to me about the Sixties. The Independent, 23. Oktober 2011, abgerufen am 22. November 2015.
71. ↑  Jean-Marie Périer: Dalí und Françoise Hardy (Oktober 1968). (Memento des Originals vom 14. August 2018 im Internet Archive)  Info: Der Archivlink wurde automatisch eingesetzt und noch nicht geprüft. Bitte prüfe Original- und Archivlink gemäß Anleitung und entferne dann diesen Hinweis.
72. ↑  Salvador Dalí: Unabhängigkeitserklärung der Phantasie und Erklärung der Rechte des Menschen auf seine Verrücktheit, Gesammelte Schriften. Rogner & Bernhard, München 1974, ISBN 978-3-8077-0079-3.
73. ↑  Timeline – A Century of Salvador Dali. Website Salvador Dalí Museum in Saint Petersburg/FL, abgerufen am 29. Juni 2016.
74. ↑  Abbildung von „Dalí’s mustache“. tripadvisor.co.uk, abgerufen am 22. November 2015.
75. ↑  Werbekampagne der Civita Art School: Baby Dali – Artists born here (Memento des Originals vom 24. November 2015 im Internet Archive)  Info: Der Archivlink wurde automatisch eingesetzt und noch nicht geprüft. Bitte prüfe Original- und Archivlink gemäß Anleitung und entferne dann diesen Hinweis., Werbeagentur Yes I AM, Rom.
76. ↑  Kenan Görgün: L’Enfer est à nous. Quadrature, 2005, ISBN 978-2-9600506-0-8, S. 10 (online).
77. ↑  Im Buch wird konsequent die Schreibung Dali („i“ ohne Akut) verwendet.
78. ↑  In der französischen Version Une interview photographique, d. h. Ein photographisches Interview.